# Abraxas glomerata
Abraxas glomerata är en fjärilsart som beskrevs av Edward Alfred Cockayne 1934. Abraxas glomerata ingår i släktet Abraxas och familjen mätare. Inga underarter finns listade i Catalogue of Life.